# Ateliers des Janves
Les Ateliers des Janves (A.D.J.) est une entreprise française de forge et estampage située Zone industrielle de Braux à Bogny-sur-Meuse dans le département des Ardennes en région Grand Est. Fondée en 1925, son domaine d'activité principal est la fabrication de bielles dont il est premier fabricant autonome en France et fournisseur des principaux constructeurs automobiles et équipementiers. 

## Histoire
Les Ateliers de Janves, créés en 1925 à Bogny-sur-Meuse, produisent par forgeage et usinage des « barres de doigts » destinés au fauchage de l'herbe et des céréales. La société est leader dans ce domaine jusqu'aux évolutions des technologies qui imposent à la société un changement de domaine d'activité vers le secteur du poids lourd (pédales de frein et embrayages).
En 1970, la société élargit sa production dans le secteur de l'automobile (pièces d'éléments de sécurité, bras de suspension, boîtiers de direction), puis les bielles pour moteurs.
Au début des années 1990, les ateliers historiques devenus désuets sont quittés au profit des nouveaux locaux de la Z.I. de Braux. 
Entre 1995 et 2006, l'activité quadruple grâce entre autres à des nouveaux clients leaders de leur branche comme l'américain John Deere (1997).   
Au début des années 1990, 80 % de l'activité est tournée vers l'automobile, puis à la suite de la diversification, en 2015, elle est tombée à 42 %.
En 2007, Ardennes Machining Industry (AMI) située à Vouziers devient filiale des Ateliers des Janves.
La totalité des outillages est conçue et fabriquée au sein de l'entreprise. la société emploie deux cent cinquante salariés, réalisant en 2008 un chiffre d'affaires de 67 millions d'euros, dont environ 50 % à l'exportation. Les investissements représentent environ 10 % du chiffre d'affaires, dans ce cadre, de 2015 à 2017, cinq millions d'euros seront affectés à l'atelier forge pour l'installation de deux lignes entièrement automatisées.
En dépit d'un chiffre d'affaires de 71 millions d'euros en 2017, et de commandes toujours soutenues de ses clients, l'entreprise n'est plus en mesure d'investir depuis 2015 et enregistre un résultat d'exercice 2017 négatif. La direction déclare la cessation de paiement le 31 août 2018 et le tribunal de Paris prononce la mise en redressement judiciaire le 4 septembre 2018.
En novembre 2018, le tribunal de commerce de Paris donne son accord à  la reprise des Ateliers des Janves par le groupe Walor. Ce même groupe reprend également Ardennes Machining Industries à Vouziers dans le sud du département. Le groupe Walor est un sous-traitant de l'industrie automobile, spécialiste de la forge, de l'usinage, du décolletage et de l'assemblage de pièces métallurgiques. Cette reprise d'activité permet le maintien des emplois concernés sous le nom de Walor Bogny,.

### Dates importantes
- Le 18 décembre 2006, les Ateliers de Janves sont visités par Nicolas Sarkozy[6],[7].
- 2009 : « Award de fournisseur de l’année » remis par les dirigeants de John Deere. Cette entreprise américaine, premier constructeur mondial de matériels agricoles et d’équipements pour l’entretien des espaces verts, est cliente depuis une dizaine d’années des Ateliers de Janves qui lui a fourni 6 827 610 bielles[8].
- 31 août 2018 : Les dirigeants de l'entreprise déclarent le groupe en état de cessation de paiement[9].
- 4 septembre 2018 : Le tribunal de commerce de Paris prononce la mise en redressement judiciaire en assortissant cette mesure d'une période d'observation de six mois[3].
- 22 novembre 2018 : Le tribunal de commerce de Paris choisit  comme repreneur la société française Walor qui s'engage à conserver la totalité des emplois et assure un plan d'investissement de 15 millions d'euros d'ici 2022[10]. Le site devient une filiale sous le nom de Walor Bogny[11].

## Chiffres clés
- Les Ateliers de Janves fabriquent 20 millions de bielles et 5 % de la part du marché mondial dans ce secteur d'activité[2] dont 6 000 000 pour le moteur classique diesel PSA.
- 250 salariés à Bogny-sur-Meuse et 130 à Vouziers.
- Premier fabricant de bielles en France et deuxième en Europe, derrière Mahle GmbH.
- 50 % du marché à l'exportation.
- 42 % de la production destinée à l'automobile.

## Le Groupe
- Depuis 2007 Ardennes Machining Industries  (AMI), filiale spécialisée dans l’usinage de bielles, société sœur . Chiffre d'affaires 2017 19 163 000 €. Résultat 336 900 €. Effectif moyen annuel 107 salariés[12]

## Secteurs d'activité
- Production d'équipements pour la construction automobile.
- Production d'équipements pour la construction ferroviaire.
- Production d'équipements pour la construction de véhicules industriels.
- Production d'équipements pour la construction de machines agricoles.
- Mécanique.

### ADJ victime d'un détournement de fonds?
Le 24 avril 2012, la direction des Ateliers des Janves dépose une plainte au Parquet de Charleville-Mézières à la suite du constat d'un détournement portant « sur au moins 100 000 € ». Une enquête est alors diligentée par le Service régional de police judiciaire (SRPJ) de Reims qui semble démontrer que la fraude aurait débuté dès 2007 et que la somme détournée avoisinerait les 12 000 000 €.

### Condamnation pour «blessures involontaires»
Une plainte pour « blessures involontaires par personne morale suivies d’une incapacité supérieure à trois mois » avait été déposée au tribunal correctionnel de Charleville-Mézières par un forgeron employé, contre les Ateliers des Janves pour des faits remontant à mars 2013.
L’audience a eu lieu le 5 novembre 2014. Le lundi 1er décembre 2014, le tribunal a rendu le jugement condamnant ADJ à 10 000 € d'amende.
À noter que, déjà en 2007, ADJ avait déjà été condamnée à la suite d’un accident du travail, survenu en 2001 à 5 000 € d’amende.